# 뽀로로 극장판 드래곤캐슬 대모험
《뽀로로 극장판 드래곤캐슬 대모험》은 2022년에 개봉한 대한민국의 애니메이션 영화로, 《뽀로로》시리즈의 6번째 극장판이다.

## 줄거리
깊은 산속 드래곤캐슬에
꼬마 드래곤 왕 아서의 막강한 힘이 봉인된 보석 ‘드래곤 하트’를 빼앗아
왕이 되려는 수상한 마법사 게드가 나타난다.
한편, 우연히 ‘드래곤 하트’의 힘을 흡수한 크롱이
자이언트 크롱으로 변하면서 뽀로로와 친구들 역시 위험에 처한다.
아서와 뽀로로와 친구들은
악당 마법사 게드로부터 힘을 되찾고 친구들을 구하기 위해
무적의 메카드래곤을 만들어 드래곤캐슬로 향하는데…!
뽀로로와 친구들의 판타지 액션 어드벤처!
과연 드래곤캐슬과 소중한 친구들을 지켜낼 수 있을까?